# Mairie du 6e arrondissement de Paris

Logo de la mairie du 6e arrondissement de Paris.

La mairie du 6e arrondissement de Paris est le bâtiment qui héberge les services municipaux du 6e arrondissement de Paris, en France.

## Situation et accès
La mairie du 6e arrondissement est située entre la rue Bonaparte, sur la place Saint-Sulpice en face de l'église éponyme, et la rue Madame.

## Historique
Le bâtiment actuel a été construit à la demande du préfet Rambuteau de 1847 à 1849 par les architectes Rolland et Leviconte, dans le but d'y installer la « Maison commune » de ce qui était jusqu'en 1859 le 11e arrondissement.

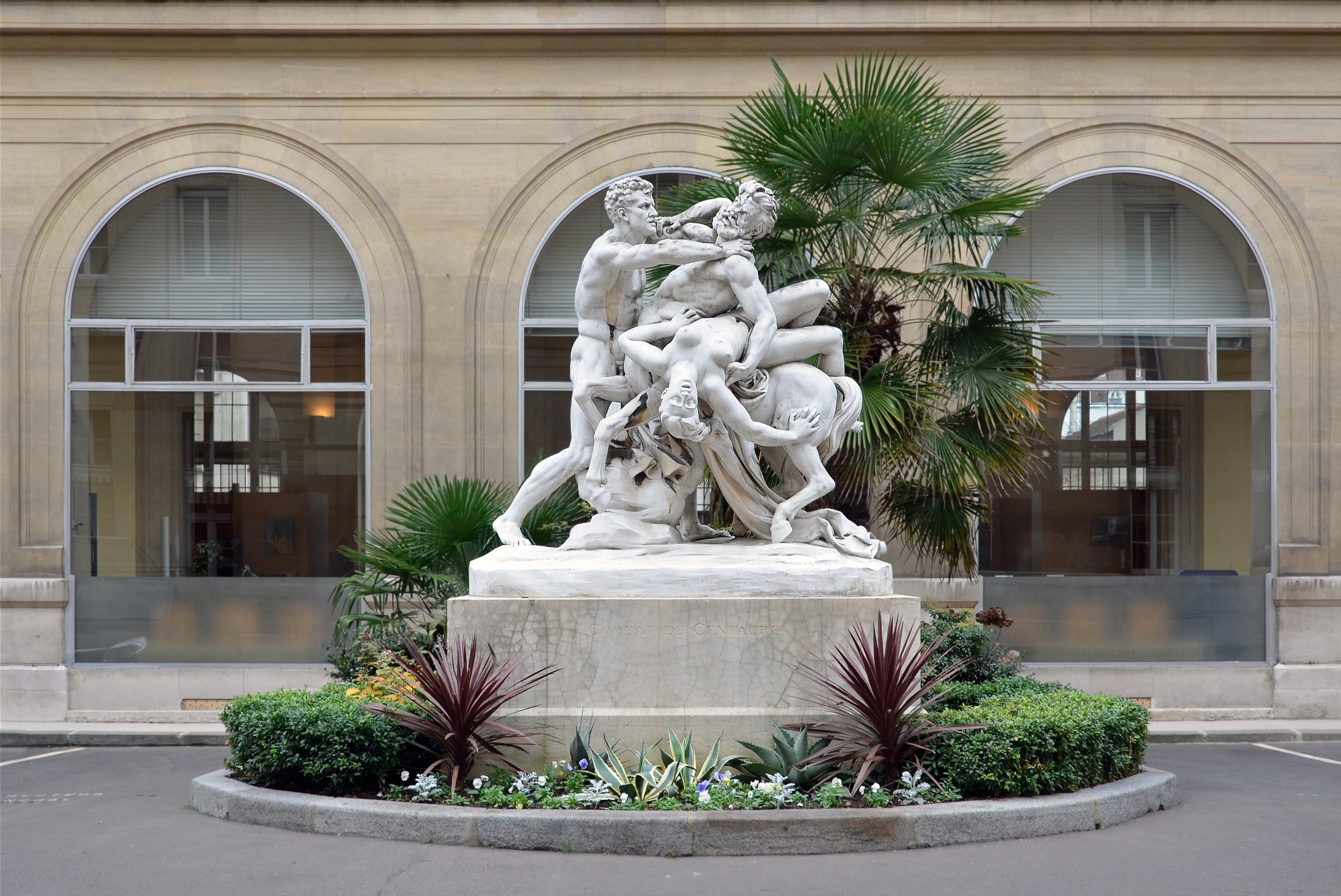
Gustave Crauk, Le Combat du centaure (1900), groupe en marbre, cour de la mairie.
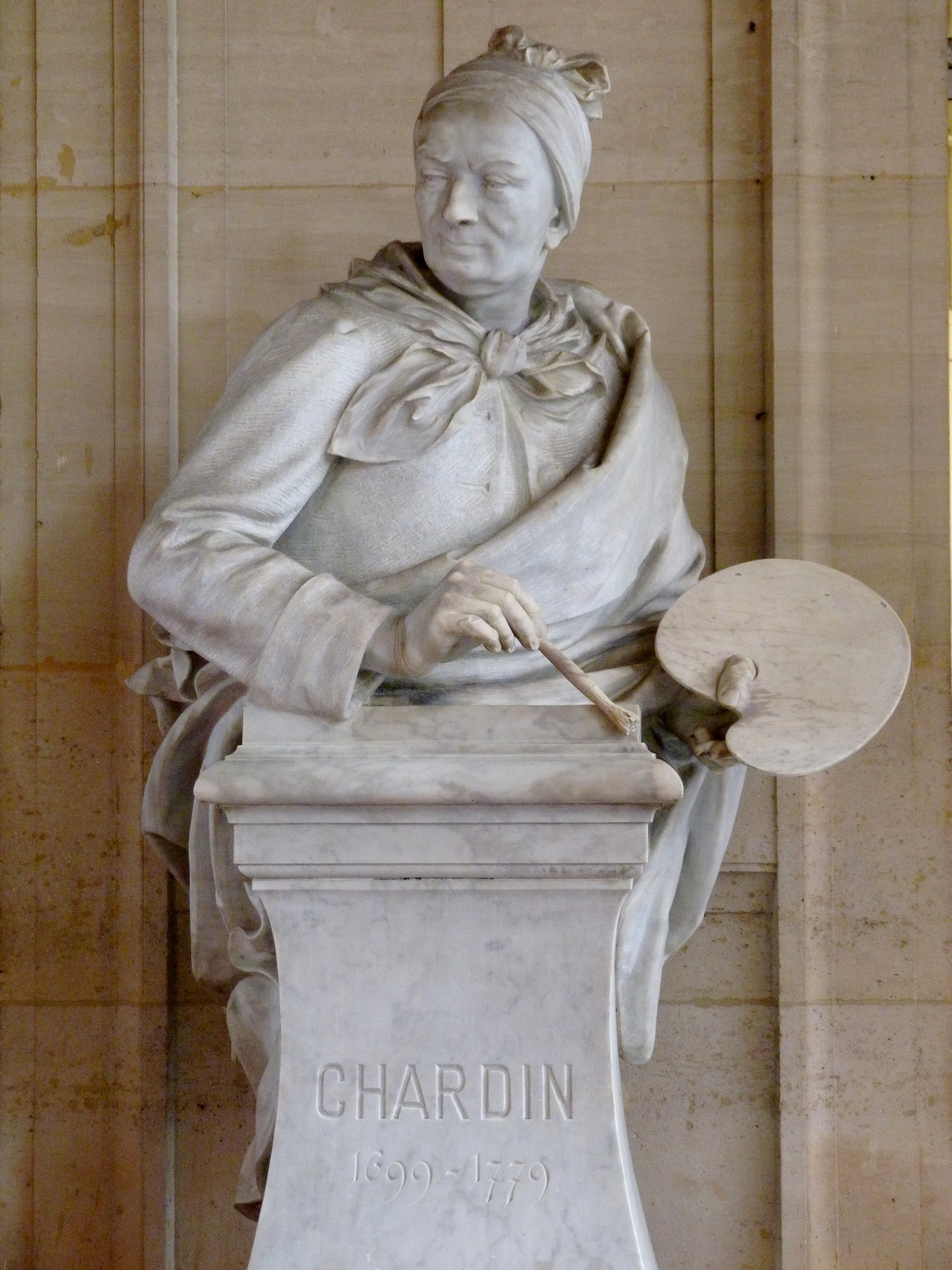
Buste de Jean Siméon Chardin par Paul Fournier. Élément d'un Monument à Chardin qui ne fut finalement pas réalisé, faute de moyens.
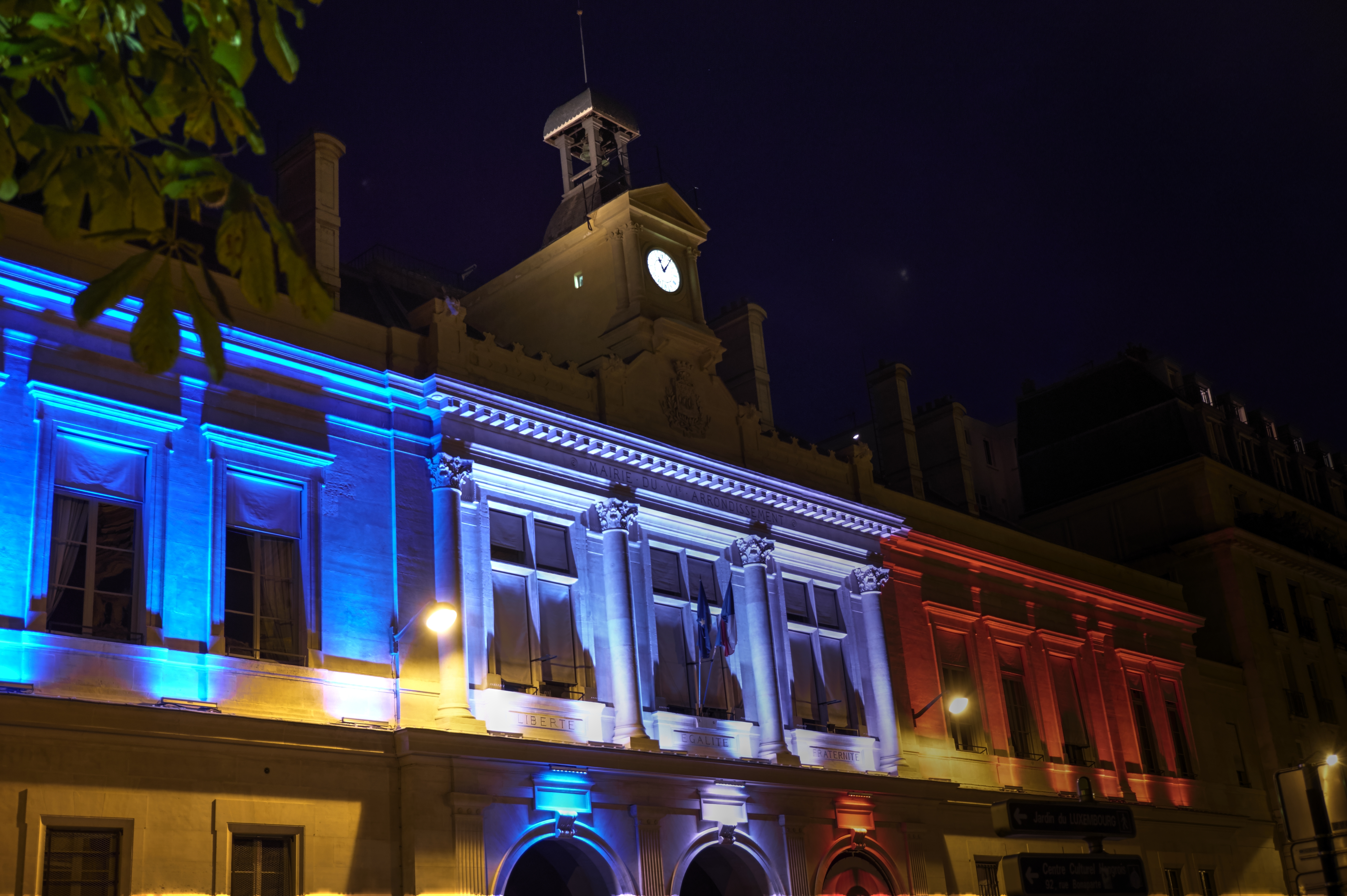
La mairie éclairée en tricolore le 15 juillet 2016 (au lendemain de l'attentat de Nice).